# 土佐市立北原小学校
土佐市立北原小学校（とさしりつ きたはらしょうがっこう）は、高知県土佐市にある公立小学校。

## 所在地
〒781-1111　高知県土佐市北地606-2

## 沿革
現在の校舎は昭和52年春に鉄筋コンクリートの建物に立て替えられてものでそれ以前木造の建物だった。
谷地分校は休校中。

## 特徴
和太鼓演奏